# Kinofest Lünen
Das Kinofest Lünen ist ein seit 1990 jährlich in Lünen (Nordrhein-Westfalen) stattfindendes Filmfestival für deutsche Filme.

## Geschichte
Bis zum Jahre 2004 wurde das Kinofest vom Büro Schmitt & Teigler aus Köln geleitet. Von 2005 bis 2016 übernahmen dies Michael Wiedemann und Katrin Bessert.  Ab 2017 leitete Michael Wiedemann das Festival gemeinsam mit Sven Ilgner. Von 2021 bis 2023 waren Lutz Nennmann und Meinolf Thies die Veranstalter. Anfang des Jahres 2024 verkündeten Nennmann&Thies, dass sie das Festival nicht mehr ausrichten werden. Nachdem das Kinofest im Jahr 2024 nicht stattfinden konnte, wird es im Sommer 2025 wieder eine neue Ausgabe geben. Veranstalterin ist dann die Stadt Lünen selbst, die Festivalleitung übernehmen Sonja Hofmann und Nikolaj Nikitin.
Zur Eröffnung des 30. Kinofestes am 13. November 2019 kam der damalige Ministerpräsident des Landes NRW, Armin Laschet. Aufgrund der COVID-19-Pandemie konnte das Kinofest 2020 nicht in der üblichen Form stattfinden. Zum Ausgleich wurde von Michael Wiedemann, Sven Ilgner und Anke Höwing das „Kino Film Fest Lünen“ ins Leben gerufen. Diese pandemiebedingt kleinere Variante des Festivals fand mit reduziertem Programm vom 4. bis zum 7. November 2020 statt.
Von 2005 bis 2018 stand das Kinofest unter dem Motto: „Hart aber herzlich“. 2021 übernahm die Stadt Lünen die Nutzungsrechte an den Wort- und Bildmarken des Festivals und gab sie an die neuen Veranstalter weiter, damit das Kinofest weiterhin unter dem gewohnten Namen (2021 unter dem Motto: Sie ist wieder da: Die LÜDIA!) und mit den bekannten Emblemen stattfinden kann.

## Filmpreise

### Die „Lüdia“
Seit 1997 wird der Filmpreis der Stadt Lünen, die Lüdia, verliehen. Sie ist eine Miniatur der Blumenfrau-Statue, geschaffen vom Lüner Bildhauer Andrzej Irzykowski, die auf Lünens Marktplatz steht. Der Gewinner wird vom Publikum gewählt.
Der Preis war bis 2020 mit 10.000 Euro dotiert, seit 2021 mit 15.000 Euro (10.000 Euro gesponsert von der Stadt Lünen und 5.000 Euro gesponsert von der Familie Höwing).

### Lüdia-Preisträger
- 1997: Deckname Dennis (Thomas Frickel)
- 1998: Gomez – Kopf oder Zahl (Edward Berger) -2023 Oscar-Preisträger-
- 1999: Tuvalu (Veit Helmer)
- 2000: Jetzt oder nie – Zeit ist Geld (Lars Büchel)
- 2001: Was tun, wenn’s brennt? (Gregor Schnitzler)
- 2002: Jeans (Nicolette Krebitz)
- 2003: 7 Brüder (Sebastian Winkels)
- 2004: Bin ich sexy? (Katinka Feistl)
- 2005: Wahrheit oder Pflicht (Regie: Jan Martin Scharf und Arne Nolting)
- 2006: Here We Come (Nico Raschick)
- 2007: Jakobs Bruder (Regie: Daniel Walta)
- 2008: Evet, ich will! (Regie: Sinan Akkuş)
- 2009: Pianomania (Lilian Franck, Robert Cibis)
- 2010: Eines Tages... (Iain Dilthey)
- 2011: Berg Fidel – eine Schule für alle (Hella Wenders)
- 2012: Ende der Schonzeit (Franziska Schlotterer)
- 2013: Miles & War – Auf den Spuren des Friedens (Anne Thoma)
- 2014: Der Bauer bleibst du (Benedikt Kuby)
- 2015: Herbert (Thomas Stuber)
- 2016: Freddy/Eddy (Tini Tüllmann)
- 2017: Somewhere in Tonga (Florian Schewe)
- 2018: Klasse Deutsch (Florian Heinzen-Ziob)
- 2019: Der letzte Mieter (Gregor Erler)
- 2021: We Are All Detroit (Ulrike Franke und Michael Loeken)
- 2022: Auf der Suche nach Fritz Kann (Marcel Kolvenbach)
- 2023: 15 Jahre (Chris Kraus)

### Weitere beim Kinofest Lünen verliehene Filmpreise
- Schüler-Filmpreis des Kreises Unna 16+. Preisgeld: 2.500 Euro
- Schüler-Filmpreis des Kreises Unna 10+. Preisgeld: 2.500 Euro.
- Filmpreis 60+. Preisgeld: 2.500 Euro
- Kinderfilmpreis Rakete. Preisgeld: 3.000 Euro
- Kurzfilmpreis Erste Hilfe für kurze Kurzfilme. Preisgeld: 1.600 Euro
- Kurzfilmpreis Erster Gang für mittellange Kurzfilme. Preisgeld: 1.600 Euro
- Preis für die beste Filmmusik. Preisgeld: 2.500 Euro
- Berndt-Media-Preis für den besten Filmtitel. Preisgeld: Marketingleistungen in den Medien des Berndt-Media-Verlags im Wert von 7.500 Euro
- Drehbuchpreis. Preisgeld: 2.500 Euro
- Perle – Preis für Frauen aus der Filmbranche. Preisgeld: 1.800 Euro
- RuhrPott-Leserfilmpreis. Preisgeld: 1.500 Euro
- Nike für das Lebenswerk (seit 2022). Preisgeld: 15.000 Euro.
  - 2022: Mario Adorf[7]
  - 2023: Senta Berger[8]
  - 2025: Ulrich Tukur[9]

## Fair Festival Award
Das Kinofest Lünen wurde mit dem Fair Festival Award ausgezeichnet. Die Auszeichnung war Teil eines Kooperationsprojekts der Filmuniversität Babelsberg Konrad Wolf und der AG Festivalarbeit in der Vereinten Dienstleistungsgewerkschaft, das die Arbeitsbedingungen bei Filmfestivals untersuchte. Sie wurde anlässlich der Berlinale 2020 auf Basis einer Umfrage unter Festivalbeschäftigten vergeben.

## Kinotransparente
Während des Kinofestes 2010 wurden an unterschiedlichen Orten in Lünen Kinotransparente aus der Sammlung des Frankfurter Werbers Manfred Stute aus den 1950er bis 1980er Jahren gezeigt.